# Karimat El-Sayed
Karimat El-Sayed  là một học giả, người nghiên cứu tinh thể học Ai Cập, và là người đề xuất phụ nữ cần được giáo dục. Cô là giáo sư về tinh thể học tại Đại học Ain Shams. 

## Tiểu sử
Cha của El-Sayed là một giáo viên tiếng Ả Rập; các anh chị em của cô là các bác sĩ và nhà khoa học. Cha cô là người khuyến khích cô theo con đường giáo dục nhưng mẹ cô lo lắng về danh tiếng của gia đình nên đã cố gắng kết hôn cho cô sau khi cô hoàn thành xong ngành toán và vật lý tại Đại học Ain Shams. El-Sayed hoàn thành bằng tiến sĩ tại University College Luân Đôn dưới sự hướng dẫn của Kathleen Lonsdale vào năm 1965. Dưới sự hướng dẫn của Lonsdale, cô nhận thấy sự tương quan giữa dao động nguyên tử của vật liệu với sự giản nở của chúng được gây ra bởi tăng nhiệt độ. Trong cuộc sống cá nhân, El-Sayed tín Lonsdale chứng minh với mọi người cô có thể cân bằng giữa sự nghiệp và gia đình.
Trở về Ai Cập, El-Sayed kết hôn với một nhà vật lý chất rắn khác và họ có ba đứa con. Tuy nhiên, El-Sayed nhấn mạnh rằng sự nghiệp nên là mối quan tâm chính của người phụ nữ và lo lắng cho những phụ nữ trẻ có khát vọng chính là hôn nhân và gia đình
. Nghiên cứu sau tiến sĩ của cô về việc cho tạp chất nhỏ vào kim loại đã ảnh hưởng đến điện trở dẫn đến thay đổi tính chất của chúng.
Về Nữ quyền Ai Cập, El-Sayed phát biểu "Huda Shaarawi là biểu tượng của sự tự do, nhưng Marie Curie là biểu tượng của khoa học mà tôi thấy. Và họ vẫn ở trong tâm trí tôi mỗi ngày'',.người thành lập bộ phận phụ nữ trong Khoa Vật lý tại Đại học King Abdul-Aziz
 Cô nói cô là "người phụ nữ Ai Cập đầu tiên đến một hội nghị bên ngoài Cairo"  [sic]. Cô là chủ tịch của Liên đoàn Quốc tế về Tinh thể, Bộ phận Giáo dục trong ba năm và là chủ tịch của Ủy ban Ai Cập về tinh thể học cho năm tinh thể quốc tế 2014. Cô nhận được giải thưởng L'Oréal-UNESCO dành cho phụ nữ trong khoa học (2003). Giải thưởng này trao tặng $ 100,000 cho những phụ nữ xuất sắc ở mỗi lục địa.
El-Sayed là một trong năm phụ nữ Ả Rập đã giành giải thưởng này từ năm 1998 đến năm 2010.
El-Sayed có quan điểm mạnh mẽ về vai trò của phụ nữ trong khoa học và trích dẫn các con số cho thấy rằng phần lớn các nhà khoa học làm việc trên vật liệu, những nhà sáng chế, đều là phụ nữ. Cô giảng dạy cho phụ nữ trẻ về nữ anh hùng Marie Curie và cũng như lấy mình làm minh họa mẫu.